# Шанзи, Альфред
Антуан Альфред Эжен Шанзи (фр. Antoine Alfred Eugène Chanzy; 23 марта 1823, Нуар, — 5 января 1883, Шалон-ан-Шампань) — французский генерал, генерал-губернатор Алжира, посол Франции в Российской империи.

## Биография
Антуан Альфред Эжен Шанзи родился 18 марта 1823 года в городе Нуаре, происходил из крестьян. Его отец в чине унтер-офицера служил в армии Наполеона и был кавалером ордена Почётного легиона.
В 1839 году Шанзи вступил на французскую военно-морскую службу, но вскоре разочаровался во флоте и 10 декабря 1840 года перешёл в армию. Служил в 5-м артиллерийском полку.

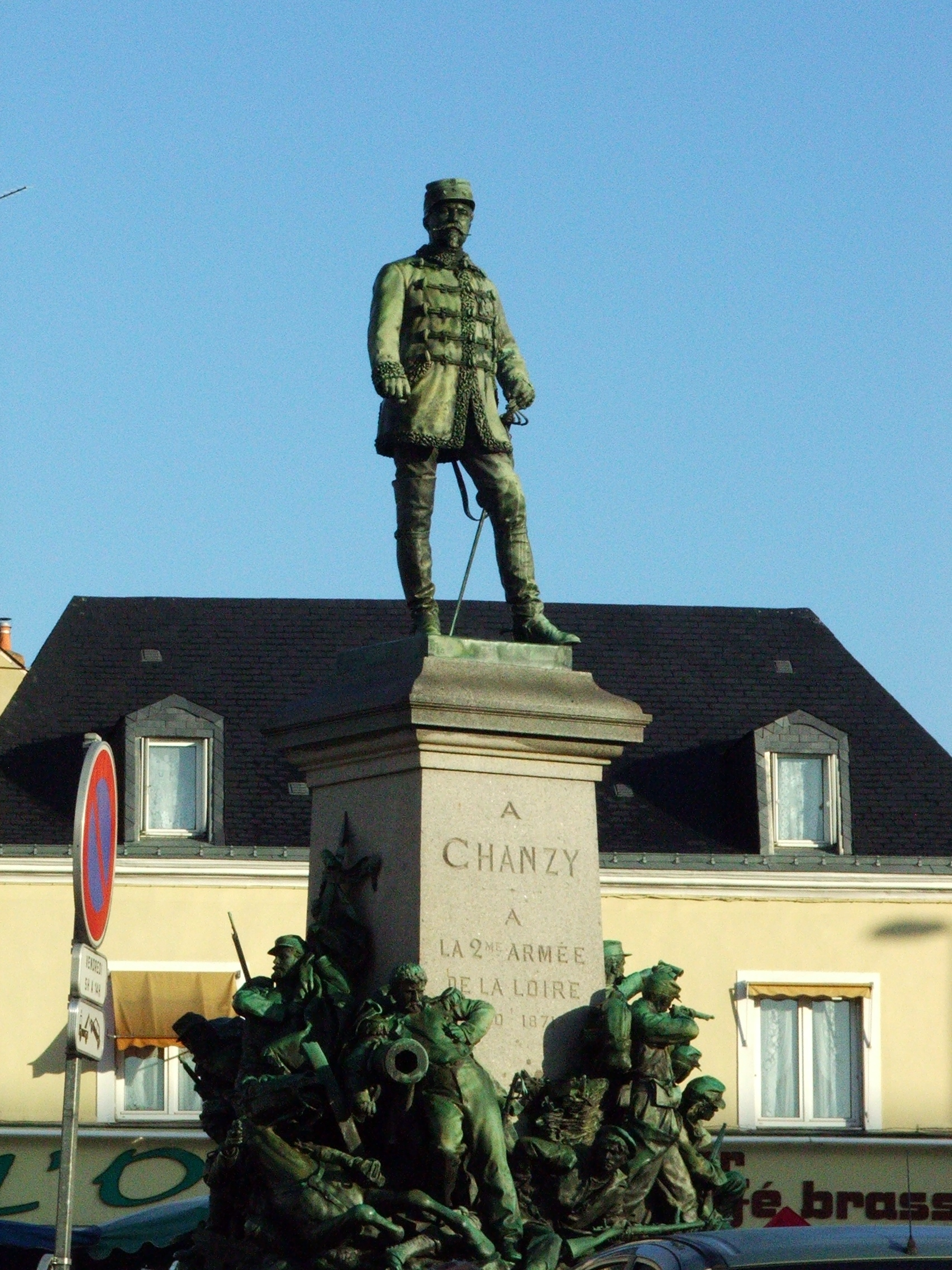
Один из памятников Шанзи

В 1841 году Шанзи поступил в Сен-Сирскую военную школу и в 1843 году был выпущен в алжирские войска. Принимал участие в африканских кампаниях, в 1848 году произведён в лейтенанты 43-го пехотного линейного полка, а в 1851 году получил чин капитана 1-го полка Иностранного легиона. Во время походов в Северной Африке Шанзи выучил арабский язык.
В 1856 году Шанзи был назначен командиром батальона 23-го линейного полка и принимал участие в Итальянской кампании 1859 года, отличился в сражениях при Мадженте и Сольферино.
В апреле 1860 года произведён в подполковники 71-го пехотного линейного полка и назначен в состав Сирийского экспедиционного корпуса. В Сирии он был начальником штаб-квартиры корпуса по политическим вопросам.
В 1861—1864 годах Шанзи с оккупационным корпусом находился в Риме, после чего был произведён в полковники и назначен командиром 48-го пехотного полка, во главе которого вновь сражался в Алжире и Марокко. За отличия он в 1868 году был произведён в бригадные генералы и в июне 1870 года награждён командорским крестом ордена Почётного легиона.
После начала франко-прусской войны Шанзи был назначен начальником 16-го армейского корпуса, участвовал в сражениях при Кульмье и Луаньи. После неудачной обороны Орлеана Шанзи был назначен командующим Второй Луарской армией и в январе 1871 года потерпел сокрушительное поражение от германцев при Ле-Мане. В Париже он был арестован Парижской коммуной, приговорён к расстрелу, однако вскоре его отпустили.
По окончании франко-прусской войны Шанзи избрался членом Национального собрания от департамента Арденны. 13 февраля 1872 года его наградили Военной медалью. В 1873 году Шензи назначили генерал-губернатором Алжира. Находился на этой должности до 1879 года. Одновременно, в 1875 году был назначен сенатором. 22 августа 1878 года Шанзи стал кавалером большого креста ордена Почётного легиона.
По возвращении из Алжира Шанзи в феврале 1879 года стал послом в России и находился в Санкт-Петербурге в течение трёх лет. В 1882 году он вошёл в число членов Высшего военного совета Франции и с того же времени командовал 6-м армейским корпусом в Шалон-сюр-Марн.
Скончался в Шалоне в ночь с 4 на 5 января 1883 года от кровоизлияния в мозг.
Ему поставлены памятники в Бюжанси, Ле-Мане и Нуаре.